# Cremnomys elvira
Cremnomys elvira is een knaagdier uit het geslacht Cremnomys dat alleen gevonden is in Kurambaputti (Tamil Nadu, Zuid-India).
Deze soort lijkt sterk op zijn nauwste verwant C. cutchicus, maar is een stuk groter. Net als zijn verwant is het een middelgrote, zachtbehaarde rat met een zeer lange staart. De bovenkant is bruingrijs, de onderkant vuil wit. De staart is van boven wat donkerder en van onderen wat lichter. De achtervoeten zijn wit. De kop-romplengte bedraagt 126 tot 149 mm, de staartlengte 180 tot 196 mm, de achtervoetlengte 30 tot 32 mm en de oorlengte 21 tot 22 mm.
Cremnomys cutchicus · Cremnomys elvira